# Christ Yarafa
Christ Noël Yarafa (* 25. Dezember 1966) ist ein ehemaliger zentralafrikanischer Radrennfahrer.
Er nahm an den Olympischen Sommerspielen 1992 in Barcelona teil. Im Straßenrennen gab er vorzeitig auf. Im Mannschaftszeitfahren über 102,8 km fuhr er mit den Teamkollegen Rufin Molomadan, Obed Ngaite und Vincent Gomgadja mit der Zeit von 2:45:43 h auf Rang 29. Später war er Leiter des Zentralafrikanischen Radsportverbandes und erhielt auch in Zeiten von Unruhen und Bürgerkrieg den Radsport in der Zentralafrikanischen Republik am Leben.